# ナヴァポラツク市電
ナヴァポラツク市電（ベラルーシ語: Наваполацкі трамвай）は、ベラルーシの都市・ナヴァポラツクの路面電車である。

## 概要
ベラルーシの工業都市であるナヴァポラツクの路面電車。ソビエト連邦時代の1968年から計画が始まり、1974年5月23日から営業運転を開始した。開業当初こそ沿線の開発の遅れから利用客は少なかったが、開通の翌年の1975年には年間利用客は150万人を記録した。2020年現在は総延長10 km、電停数14の路線を有し、住宅街と工業地域を結ぶ。計画当初からポラツク方面への路線建設が検討されており、2020年の時点では実現していないものの、環境問題への意識の高まりを受けて2013年にナヴァポラツク市議会でЗавод «Вымяральнік»電停からの延伸計画が承認されており、将来のポラツクへの延伸も考慮に入れている。
運転開始当初は住宅・公共事業と共にナヴァポラツク市が所有する公営会社によって運営されていたが、2002年の市議会での決議に基づき2003年2月からはナヴァポラツク交通企業共同体「トラムパーク」（НТКУП «ТРАМВАЙНЫЙ ПАРК»）へ運営組織が移行しており、2006年以降はベラルーシ運輸通信省の傘下事業者となっている。また、「トラムパーク」は路面電車の運営に加えてレンタカー、清掃、窓やドアの製造などの事業も展開している。

## 運行
2020年現在、ナヴァポラツク市電は全区間（Завод «Вымяральнік» - Нитрон）を走行する列車に加えて、車庫までの区間運転（Завод «Вымяральнік» - Трамвайны парк）を行う列車が一部設定されている他、休日ダイヤのЗавод «Вымяральнік»電停発の列車の一部はНитронの1つ前のПалімір電停までの運行となる。全区間の所要時間は24分である。

## 車両
2020年現在ナヴァポラツク市電に在籍している鉄道車両の数は33両だが、うち営業運転に使用されているのは以下の車両である。
- KTM-5 - ソビエト連邦時代の1969年から1992年まで14,000両以上という世界最大規模の大量生産が行われた形式。ナヴァポラツク市電にも開通に合わせて導入が行われ、2020年現在は在籍車両の60 %となる16両が在籍する。総括制御に対応している事から連結運転も実施される[2][6]。
- AKSM-60102 - ベラルーシの輸送用機器メーカーであるベルコムンマッシュが製造した、電機子チョッパ制御に対応した形式。ナヴァポラツク市電には2004年から導入が実施され、2020年現在10両が使用されている[2]。
- AKSM-62103 - AKSM-60102を基に設計された形式で、VVVFインバータ制御に対応した機器を有するほか、中央の乗降扉付近が低床構造になっている。2020年現在1両が在籍する[2]。
- AKSM-802 - 車内の40 %が低床構造となっている、ベルコムンマッシュ製の最新形式。従来の車両から車体構造や機器の見直しが行われ、故障頻度が大幅に減少した。2014年から運行を開始し、2020年現在1両が在籍する[2][7][8]。

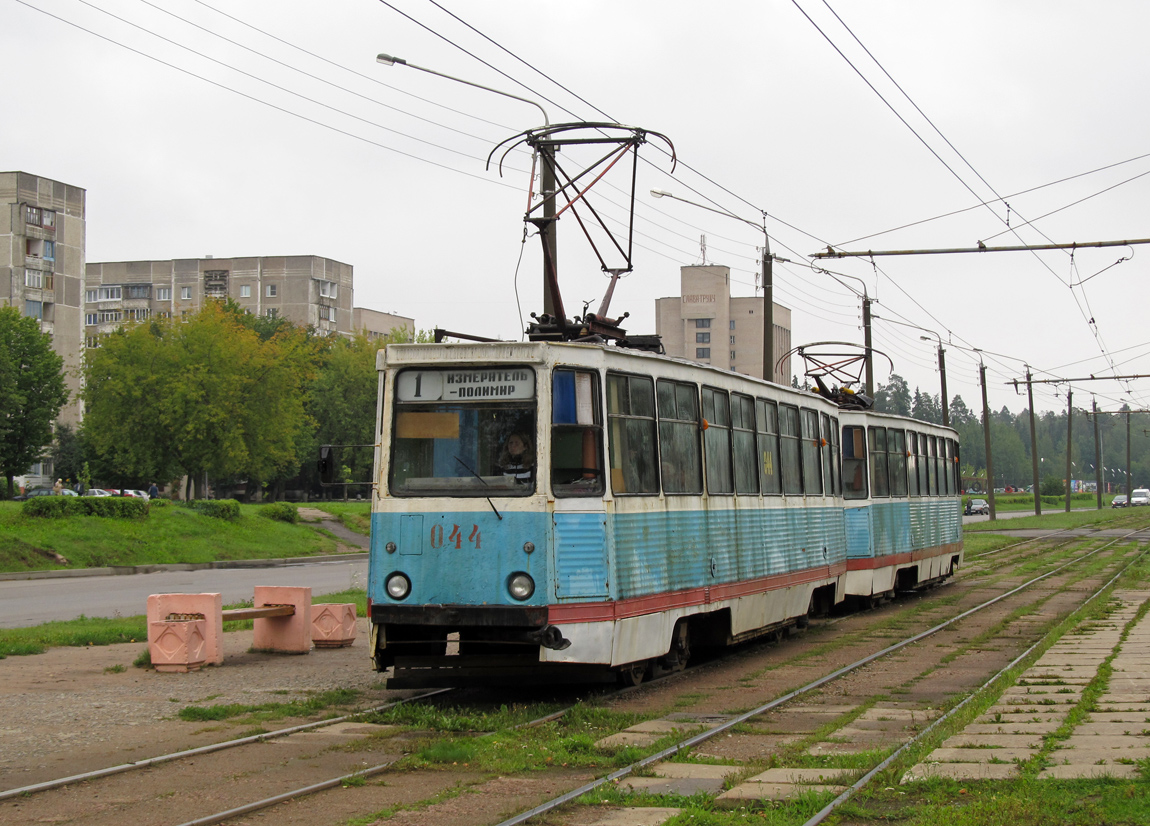
KTM-5（2012年撮影）
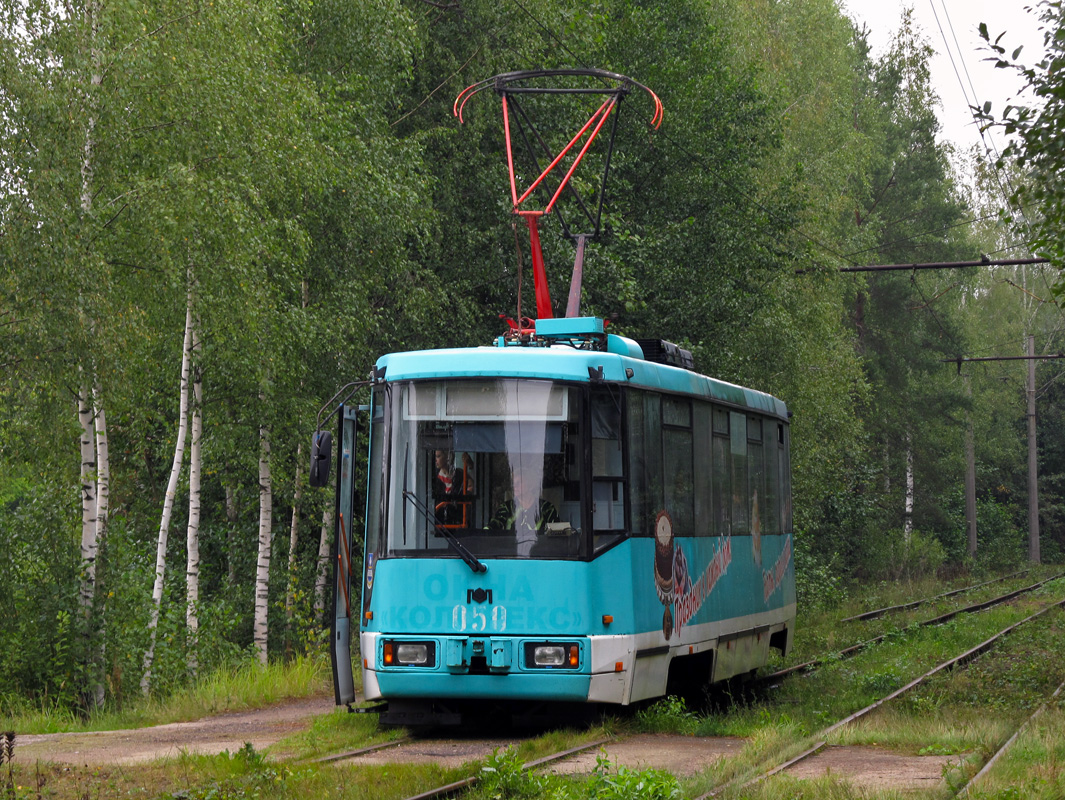
AKSM-60102（2012年撮影）
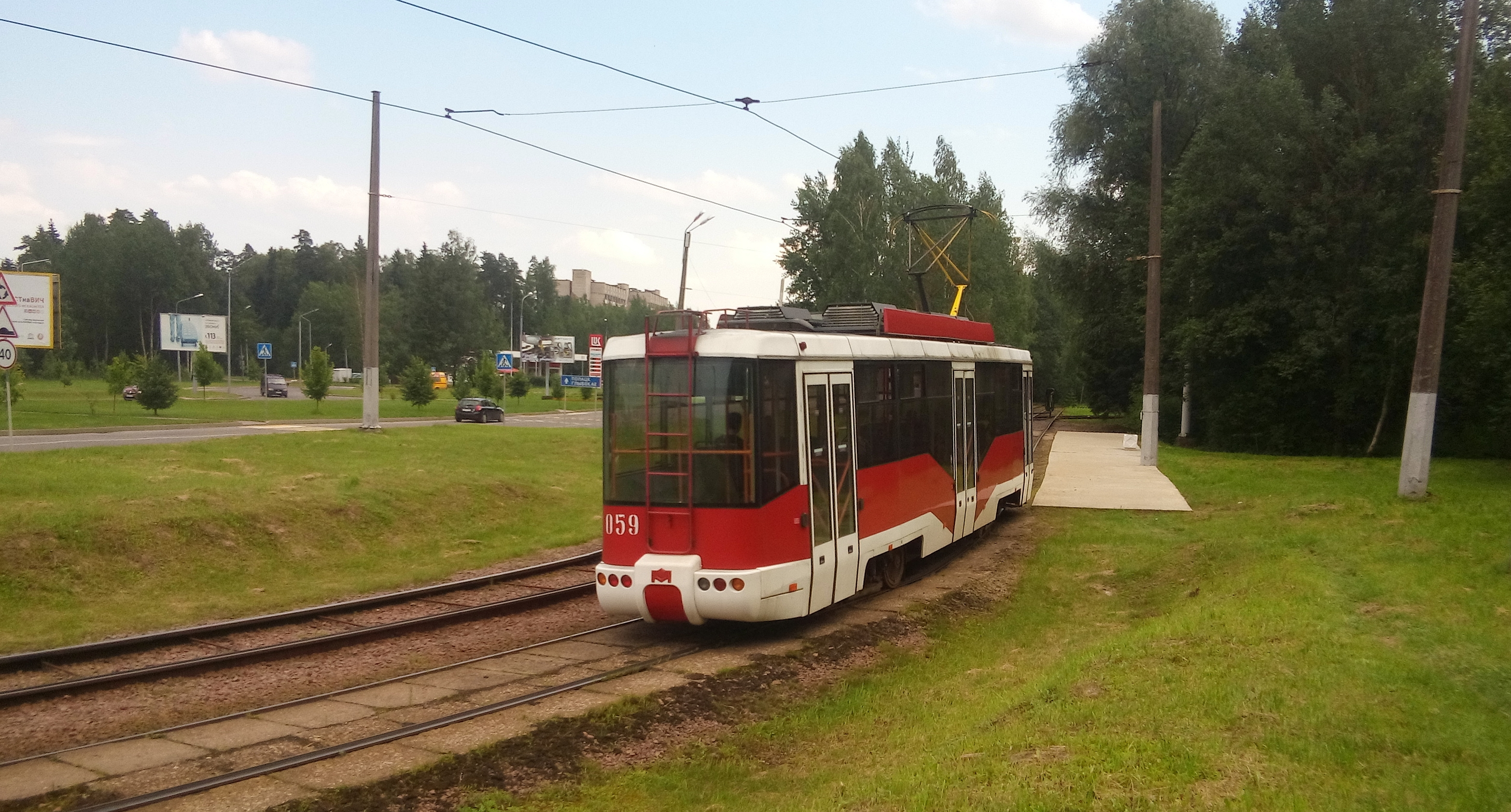
AKSM-62103（2017年撮影）